# For One Pagan Brotherhood
For One Pagan Brotherhood es el primer álbum larga duración de la banda argentina de metal pagano, folk metal, Tersivel. Se lanzó el 26 de febrero de 2011 a través de Trinacria Media.

## Datos adicionales
Cruzat Beer House, mencionado en el track 12, es un bar irlandés de cerveza artesanal en Buenos Aires, Argentina.

## Lista de canciones
| N.º | Título                          | Música                                                  | Duración |  |
| 1.  | «As Brothers We Shall Fight»    | Gerbino, Robert, Närgrath                               | 6:07     |  |
| 2.  | «The Heathen Sun Of Revenge»    | Gerbino, Robert, Närgrath                               | 4:20     |  |
| 3.  | «Far Away In The Distant Skies» | Gerbino, Robert, Närgrath                               | 7:45     |  |
| 4.  | «High Germany/Erin's Jig»       | High Germany: Tradicional / Erin's Jig: Gerbino, Robert | 4:37     |  |
| 5.  | «And Fires Also Died Away»      | Robert                                                  | 3:07     |  |
| 6.  | «Those Days Are Gone»           | Gerbino                                                 | 4:01     |  |
| 7.  | «Tarantella Siciliana»          | Gerbino                                                 | 2:44     |  |
| 8.  | «We Are The Fading Sun»         | Gerbino, Robert                                         | 5:49     |  |
| 9.  | «Aeolian Islands»               | Gerbino                                                 | 4:17     |  |
| 10. | «Cosa Nostra»                   | Gerbino, Robert, Närgrath                               | 3:36     |  |
| 11. | «Pagan Nation»                  | Gerbino, Robert, Närgrath                               | 7:48     |  |
| 12. | «Cruzat Beer House Song»        | Gerbino, Robert                                         | 4:02     |  |

Letras escritas por Lian Gerbino, excepto el track 4 (tradicional de Irlanda), y el track 10 por Lian Gerbino y Nicolás Närgrath.

## Créditos
Tersivel
- Lian Gerbino - Guitarras y voces melódicas
- Franco Robert - Teclados
- Nicolás Närgrath - Guitarras y voces guturales

Músicos adicionales y producción
- Xandru Reguera – Bouzouki irlandés, guitarra acústica adicional
- The Drunken Choir – coros, voces complementarias
- V. Fernández – Batería
- Nicolas Närgrath – Ingeniero de sonido
- Franco Robert – Ingeniero de sonido
- Lian Gerbino – Ingeniero de sonido, mezcla de audio, masterización